# Шетландские острова
Шетла́ндские острова́, Шетле́ндские острова (англ. Shetland Islands, гэльск. Sealtainn) — архипелаг на северо-востоке Шотландии.
Общая площадь — 1471 км², из которых 967 км² приходится на «Главный остров», Мейнленд. На нём находится административный центр и крупнейший населённый пункт — Леруик и второй по величине населённый пункт Скалловей.
Острова составляют один из 32 округов Шотландии Шетланд, а также избирательный округ «Шетланд» при выборах в Шотландский парламент.

## География
Шетландские острова расположены в северной части архипелага Британских островов, на границе Северного моря и Атлантического океана, в 150 км к северо-востоку от Оркнейских островов, в 270 км к юго-востоку от Фарер и в 300 км к западу от Норвегии. Через южную часть архипелага проходит 60-я параллель северной широты.

### Острова
Из более чем сотни островов заселены шестнадцать — Анст, Брессей, Брурей, Вейла, Ист-Берра, Йелл, Макл-Ро, Мейнленд, Папа-Стаур, Трондра, Уолси, Уэст-Берра, Фетлар, Фула, Фэр-Айл и Хусей.

### Климат
Климат на Шетландах морской субарктический, умеренный из-за влияния теплых вод Атлантики. Температура воды от 5 °C в марте до 13—14 °C в конце августа. Однако лето прохладное, и редко температура превышает 21 °C. Рекорд среднемесячной температуры был установлен в августе 1947 года — 17,2 °C. Однако летом 2008 года неоднократно фиксировались температуры свыше 20 °C.
В целом климат облачный и влажный с осадками (более 1 мм) в течение 200 дней в году. В Леруике годовые осадки составляют в среднем 1238 мм, с пиком в ноябре и декабре, когда выпадает до четверти годовой нормы. Минимум осадков приходится с апреля по август, хотя никогда месячные осадки не бывают меньше 50 мм. Снегопад возможен в любое время с июля до начала июня, хотя обычно снег не лежит больше дня. Туман возможен летом на большей части островов, из-за охлаждения морем южных ветров.
Северное положение островов обеспечивает большое изменение длины светового дня в течение года — от 3 часов 45 мин. во время зимнего солнцестояния до 23 часов во время летнего, с сумерками в остальное время дня. Однако влажность климата обеспечивает преобладание облачной погоды постоянно, поэтому число световых часов достигает лишь 1065, то есть 25 % всего дневного времени.
| Средний максимум самого холодного месяца | 4.9 °C (февраль) |
| Средний максимум самого теплого месяца   | 12.5 °C (август) |
| Дни с заморозками                        | 33 дня           |
| Ежегодные осадки                         | 1284 мм          |
| Дни со снегопадами                       | 60 дней          |
| Число дождливых дней                     | 285 дней         |

| Показатель | Янв. | Фев. | Март | Апр. | Май | Июнь | Июль | Авг. | Сен. | Окт. | Нояб. | Дек. | Год  |
| --- | ---- | ---- | ---- | ---- | --- | ---- | ---- | ---- | ---- | ---- | ----- | ---- | ---- |
| Абсолютный максимум, °C | 9    | 8    | 10   | 11   | 13  | 15   | 17   | 17   | 15   | 13   | 11    | 10   | 17   |
| Средний суточный максимум, °C | 6    | 6    | 7    | 8    | 11  | 13   | 14   | 14   | 13   | 10   | 8     | 7    | 9,75 |
| Средняя температура, °C | 5    | 4,5  | 5,5  | 6,5  | 9   | 11   | 12,5 | 12,5 | 11   | 8,5  | 6,5   | 5,5  | 8,1  |
| Средний суточный минимум, °C | 4    | 3    | 4    | 5    | 7   | 9    | 11   | 11   | 9    | 7    | 5     | 4    | 6,6  |
| Абсолютный минимум, °C | 0    | −1   | 0    | 1    | 3   | 5    | 9    | 8    | 6    | 3    | 1     | −1   | −1   |
| Норма осадков, мм | 133  | 95   | 132  | 88   | 70  | 61   | 70   | 83   | 128  | 155  | 127   | 142  | 1284 |
| Источник: (Средняя месячная температура, самые низкие и высокие температуры, которые могут быть ежегодно в месяце и средний максимум и минимум.) |      |      |      |      |     |      |      |      |      |      |       |      |      |

### Береговая линия
Берега островов изрезаны глубокими ущельями, называемыми местными жителями «voes». Эти заливы напоминают норвежские фьорды. В северный берег острова Мейнленд глубоко врезана бухта Саллом-Во, в западный берег — широкий залив Сент-Магнус.

### Ландшафт
Для Шетландских островов типичны голые холмистые равнины и плато (высотой до 450 метров). На островах практически не встречаются деревья, так как они не в состоянии противостоять постоянно дующим ветрам. Ландшафт создают холмы и пастбища, поросшие невысокой жёсткой травой.
Холмы в Великобритании с относительной высотой более 150 метров называются Мэрилин. На Шетландских островах находятся следующие из них.
| Возвышенность    | Высота (м) | Ссылка GeoHack | Основная возвышенность | Остров   |
| ---------------- | ---------- | -------------- | ---------------------- | -------- |
| Ронас-Хилл       | 450        | HU305835       | нет                    | Мейнленд |
| Снаг             | 418        | HT947395       | нет                    | Фула     |
| Ройл-Филд        | 293        | HU396285       | Ронас-Хилл             | Мейнленд |
| Сакса-Ворд       | 284        | HP631167       | нет                    | Анст     |
| Фитфул-Хед       | 283        | HU346135       | Ройл-Филд              | Мейнленд |
| Скалла-Филд      | 281        | HU389572       | Ройл-Филд              | Мейнленд |
| Сенднесс-Хилл    | 249        | HU191557       | Скалла-Филд            | Мейнленд |
| Уорд-оф-Брессей  | 226        | HU502387       | нет                    | Брессей  |
| Уорд-Хилл        | 217        | HZ208734       | нет                    | Фэр-Айл  |
| Хилл-оф-Арисдейл | 210        | HU495842       | нет                    | Йелл     |
| Дейлскорд-Хилл   | 252        | HU393684       | Скалла-Филд            | Мейнленд |
| Валла-Филд       | 216        | HP584078       | Сакса-Уорд             | Анст     |
| Носс-Хед         | 181        | HU553399       | нет                    | Носс     |
| Ноуп             | 248        | HT954375       | Снаг                   | Фула     |
| Скрей-Филд       | 216        | HU417361       | Ройл-Филд              | Мейнленд |
| Мид-Уорд         | 172        | HU320652       | нет                    | Макл-Ро  |
| Уорд-оф-Скосборо | 263        | HU388188       | Ройл-Филд              | Мейнленд |
| Уорд-Хилл        | 159        | HU622935       | нет                    | Фетлар   |
| Уайт-Грюнаферт   | 173        | HU275807       | Ронас-Хилл             | Мейнленд |

### Водоёмы
Озёра и водохранилища:
Анст:
- Лох-оф-Клифф
- Лох-оф-Уотли

Йелл:
- Глосса-Уотер

Мейнленд:
- Лох-оф-Броу
- Лох-оф-Герлста
- Лох-оф-Кликимин
- Лох-оф-Спигги
- Лох-оф-Тингуолл

Уолси:
- Лох-оф-Исбистер
- Лох-оф-Хакстер
- Лох-оф-Хоулл

### Флора и фауна

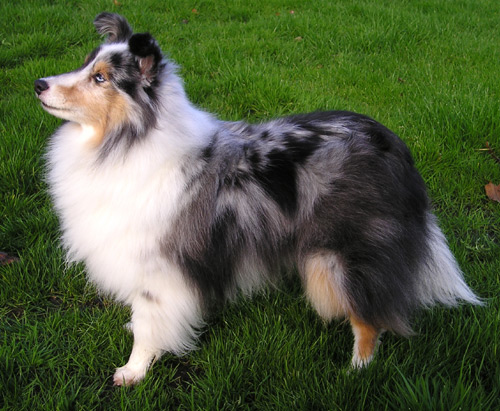
Собака породы Шелти

Обычными для островов являются молиния голубая (Molinia caerulea) и ситник членистый (Juncus articulatus), встречается ирис ложноаировый (Iris pseudacorus). В глубоких долинах вдоль рек и ручьев растут берёзы, рябины и осины. Весной на островках травы расцветает первоцвет весенний (Primula veris).
Шетландские острова поднялись со дна моря в конце последнего ледникового периода. Поэтому сюда не могли пробраться живущие в Европе млекопитающие. Единственные млекопитающие этих мест — домашние овцы, зайцы, дикие кролики, ежи, ласки и домовые мыши — появились на этих островах в более позднее время. Местные серые полёвки генетически почти идентичны норвежским популяциям, поэтому можно предположить, что на острова они приплыли на кораблях викингов. Издавна побережье посещают стада длинномордых и обыкновенных тюленей, чтобы отдохнуть на безлюдных берегах и произвести на свет потомство. На Шетландских островах достаточно часто встречаются выдры, они держатся на морском побережье.
Родиной породы собак Шелти считаются Шетландские острова. В прошлом эту небольшую собаку использовали для управления стадами овец и их охраны.
Шетландский пони — один из самых маленьких представителей пони, используется для верховой езды и множества других целей.

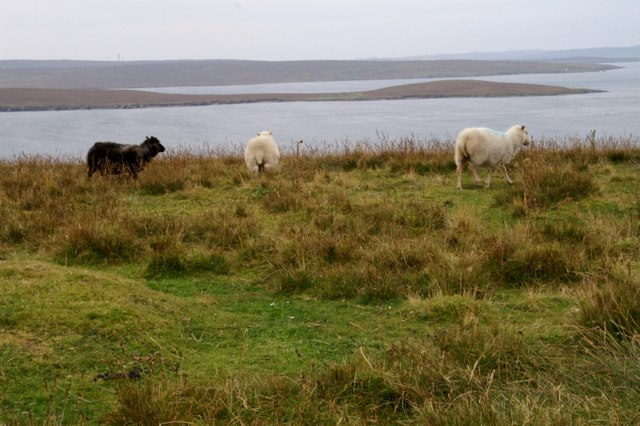
Овцы Шетландских островов

Шетландские острова известны на весь мир своими птичьими базарами. Благодаря благоприятному положению островов рядом с Гольфстримом, здесь может прокормиться большое количество птиц. Тёплое течение приносит к Шетландским островам много питательных веществ, которыми кормится планктон, являющийся пищей многих видов рыб. Рыба — основная пища морских птиц и млекопитающих. Следующее преимущество этих островов — это высокие скалы, тянущиеся вдоль всего побережья. На скальных уступах и полках гнездятся многие арктические птицы, например, большой и короткохвостый поморники. Остров Фетлар — это единственное место в Великобритании, где раньше гнездилась полярная сова. Несколько гнёзд было найдено в 60-е и 70-е годы XX века. Трава и мох на вершинах скал являются идеальным местом для гнездования тупиков и поморников.

### Охрана природы
На островах архипелага организованы заказники, в которых под охраной находятся некоторые виды морских птиц. На острове Фэр-Айл в одноимённом заказнике под охраной эндемичный подвид крапивника Troglodytes troglodytes fridariensis.
Для наблюдения за миграцией птиц на острове Фэр-Айл построена орнитологическая обсерватория

## История

### Ранняя история

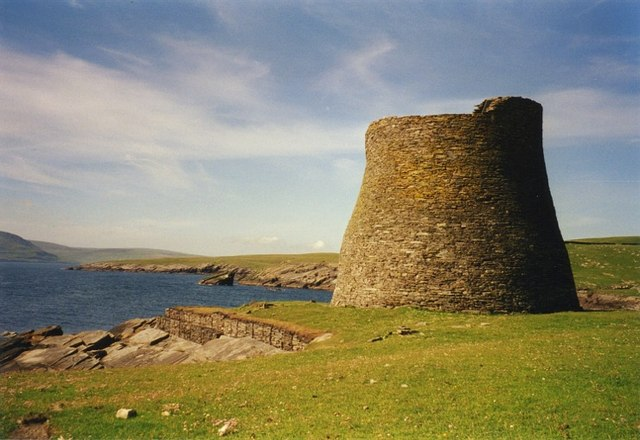
Брох-оф-Моуса — сооружение типа брох на острове Моуса.

Шетланды были заселены ещё 1500 лет до н. э. Первые поселенцы занимались земледелием и содержанием крупного рогатого скота. В те времена климат был холоднее и люди предпочитали береговые районы. В эпоху железного века было построено много каменных крепостей, руины которых сохранились и сегодня. Около 297 г н. э. Шетланды стали частью королевства пиктов, вместе с большей частью Северной Шотландии. Позже они были завоёваны викингами. Каменные постройки всех этих периодов, начиная с неолитического, благодаря их использованию, хорошо сохранились на почти безлесных Шетландах, хотя не так хорошо, как на соседних Оркнеях. Артефакты всех периодов сохранились и доступны в музее в Леруике.

### Норвежская колонизация
В IX столетии от грабежей викинги перешли к колонизации. Если норвежцы предпочитали северные территории, менее населенные, то датчане предпочитали густонаселенные Англию и Францию, а шведы шли на восток. Шетланды были колонизированы норвежцами, принесшими на острова свой язык — западно-норвежский норн — и законы. Норн существовал в качестве разговорной речи до XIX века.
В целом судьба местного населения, заселявшего архипелаг до прихода норвежцев, остаётся на данный момент неясной. До 90-х годов XX века считалось, что населявшие в IX веке н. э. Шетландские и Оркнейские острова пикты были уничтожены викингами полностью, причём в сравнительно короткий срок. Данное предположение опиралось на факт отсутствия на обеих группах островов нескандинавской топонимики. Однако в начале 90-х годов XX века на Оркнейских островах были проведены раскопки одного из первых скандинавских поселений, обустроенного на месте поселения местных жителей. В археологическом слое, относящимся ко второй половине IX века, наряду со скандинавскими артефактами, были обнаружены артефакты пиктов, причём характер находок указывал на их использование в качестве привычных предметов обихода. Эти находки поставили гипотезу о тотальном уничтожении местных жителей на Оркнейских островах под сомнение; поселение было полиэтничным. В то же время аналогичных свидетельств, указывающих на насильственную ассимиляцию автохтонов Шетландских островов, пока не обнаружено.
После того как Харальд I Прекрасноволосый установил свою власть в Норвегии, многие из его противников бежали, в том числе на Оркнеи и Шетланды, которые стали их базами для продолжающихся набегов на Шотландию и Норвегию. Это побудило Харальда в 875 году собрать флот и взять острова под свой контроль. Рёгнвальд Эйстейнссон получил Оркнеи и Шетланды от короля в качестве компенсации за сына, погибшего в Шотландии. Ренгвальд основал графство Оркни и отдал его своему брату, Сигурду.
В X веке Шетланды были христианизированы.
В 1194 году, когда Норвегией управлял Сверрир Сигурдссон (ок. 1145—1202), эрлом Оркней и Шетланда был Харальд Маддадссон. Лендрманн Халкйелль Йонссон и его шурин Олаф собрали армию на Оркнеях и отплыли в Норвегию. С ними в качестве претендента был молодой приёмный сын Олафа Сигурд, сын короля Магнуса Эрлингссона. В битве при Флорваг, неподалёку от Бергена, они были разбиты, а тело Сигурда было доставлено королю в Берген, чтобы он мог убедиться в его смерти. Однако Сверрир потребовал также отчёта и от Харальда Маддадссона, на территории которого было поднято восстание. В 1195 году тот отбыл в Берген, чтобы принять королевский суд. В наказание король установил прямое правление на Шетландах, уже не прерывавшееся.

### Шотландско-норвежская война и переход к Шотландии
Когда в 1262 году Александру III в Шотландии исполнился двадцать один год, он вернулся к агрессивной политике по отношению к западным и северным островам, которую его отец проводил до своей смерти за 13 лет до этого. Он предъявил формальные претензии на острова норвежскому королю Хокону Хоконсону. К тому времени Норвегия восстанавливала своё военное и экономическое могущество после завершившийся гражданской войны. Хокон отверг притязания шотландцев, так как в Норвегии рассматривали все острова Северного моря как часть королевства. Норвежцы собрали лейданг (ополчение) и большой флот и отправились на Шетланды, рассчитывая, что шотландцы не станут упорствовать в переговорах при виде норвежской военной мощи. Норвежские силы сперва высадились на островах в месте Брейдеръясунд (возможно, ныне Брессей), а затем направились на Арран.
Александр III затягивал переговоры, выжидая начала осенних штормов. Хокон потерял терпение и уже решил напасть, когда сильный шторм уничтожил несколько его кораблей и вынудил остальные отойти от берега. Битва при Ларгсе в октябре 1263 года не выявила победителя, обе стороны объявили о своей победе, но положение Хокона было безнадёжным. 5 октября он вернулся с деморализованной армией на Оркнеи, где умер от лихорадки 17 декабря того же года. Его смерть положила конец норвежской экспансии в Шотландии.
Магнус VI Лагабете не стал продолжать политику отца и начал переговоры с Александром III. При заключении Пертского договора он сдал самые дальние норвежские владения — Мэн и Судреяр (Гебриды) взамен единовременной выплаты в размере 4000 марок и ежегодных выплат в 100 марок. Шотландцы также признали норвежский суверенитет над Оркнеями и Шетландами.
Одной из главных причин стремления норвежцев к миру было желание нормализовать торговлю с Англией. Торговое соглашение между Норвегией и Англией от 1223 года требовало поддержания мира между Норвегией и Шотландией. В 1269 году соглашение было расширено, включив и свободную взаимную торговлю.
В XIV веке Норвегия всё ещё рассматривала Оркнеи и Шетланды как свою территорию, но шотландское влияние росло. В 1379 году во время правления Хокона VI в Норвегии Генри Синклер взял под свой контроль Оркнеи. В 1347 году Норвегия пострадала от Чёрной смерти и в 1397 году вошла в Кальмарскую унию с Данией. Датское влияние в Норвегии всё усиливалось. Король Дании Кристиан I испытывал финансовые затруднения, его дочь Маргарет была обручена с Яковом III Шотландским в 1468 году и он нуждался в средствах на приданое. Видимо, не ставя в известность риксрод, Кристиан заключил соглашение 8 сентября 1468 года о передаче Оркней шотландцам в залог за 50 тысяч гульденов, а 28 мая следующего года и Шетландов — за 8 тысяч. Он оставил в контракте пункт о возможности выкупа островов за фиксированную сумму в 210 кг золота или 2310 кг серебра. Было сделано несколько попыток в XVII—XVIII веках, но безрезультатно. После юридического спора с Вильямом, графом Мортоном, державшим владения на Оркнеях и Шетландах, Карл II ратифицировал акт Парламента от 27 декабря 1669 года, который провозгласил острова коронными землями. В 1742 году Парламент возвратил земли семейству Мортон, несмотря на то, что предыдущий Акт объявлял любой последующий акт об изменении статуса островов «пустым и недействительным».

### Вторая мировая война

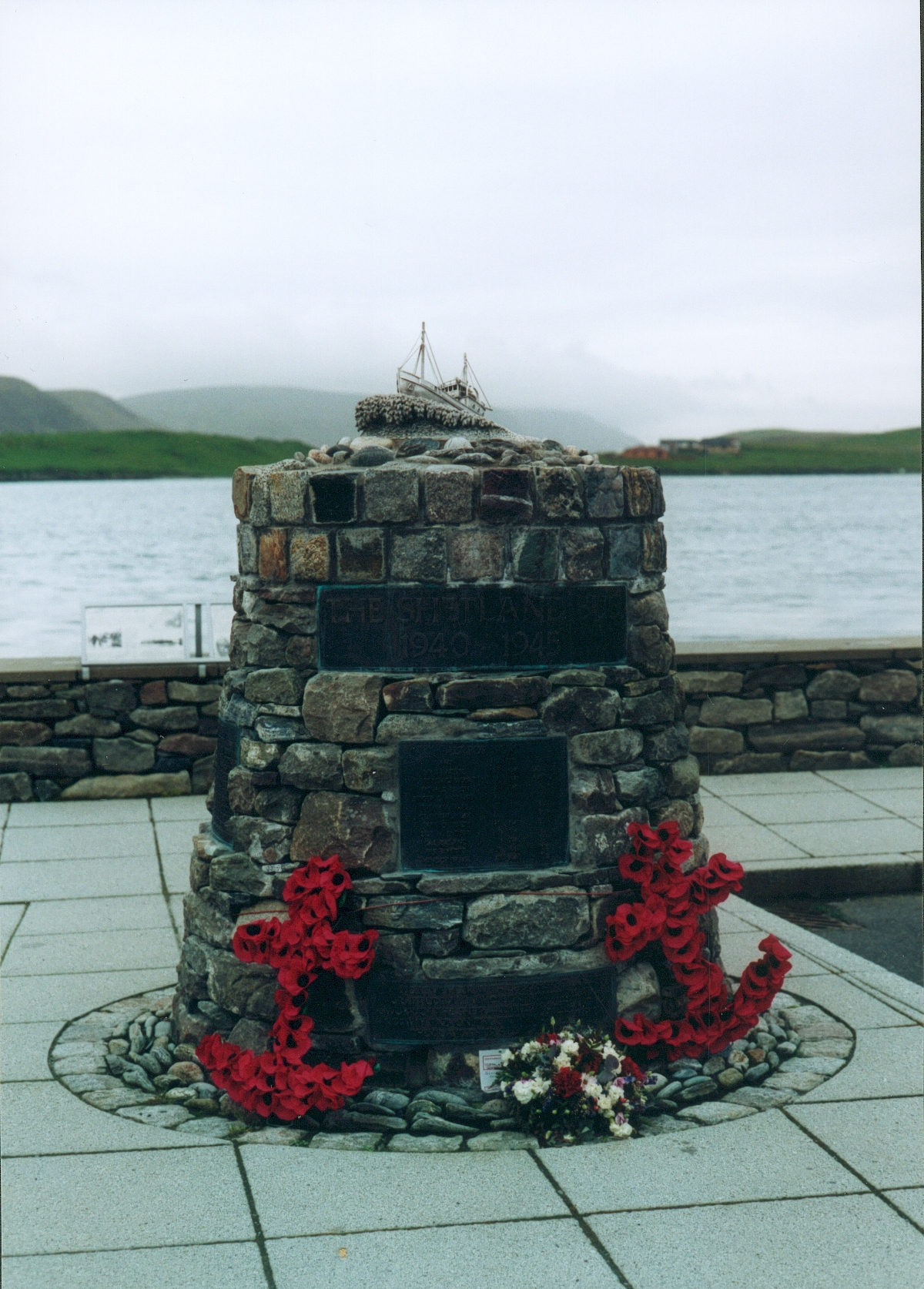
Памятник «Шетландскому автобусу» в Скалловее.

Во время Второй мировой войны на островах действовала организация «Шетландский автобус», часть организованного сопротивления Норвегии нацистской оккупации. Члены организации на рыбацких судах привозили беженцев из Норвегии и отправляли назад борцов сопротивления и боеприпасы. Этой организации посвящена небольшая экспозиция в музее Скалловея, установлен памятник.

### Шетланды сегодня
В 1993 году у южного берега острова Мейнленд потерпел крушение танкер MV Braer, в результате чего произошла утечка нефти объёмом 84 700 тонн.

## Население
На островах архипелага проживает около двадцати тысяч человек.

### Населённые пункты
Крупнейшие населённые пункты архипелага — Леруик (9 тысяч человек) и Скалловей (более 800 человек).
Населённые пункты:
| Анст: - Барраферт - Белмонт - Болтасаунд - Харольдсуик - Юисаунд Йелл: - Барраво - Баста - Гатчер - Калливо - Мид-Йелл - Оттерсуик - Улста - Уэст-Сэндуик | Мейнленд: - Бигтон - Бикстер - Биллистер - Боддам - Брей - Бреттабистер - Видлин - Винсгарт - Грутнесс - Грютинг - Каннингсборо - Клоуста - Куарфф - Лаксо - Леруик - Ливенуик - Моссбанк - Норт-Ро - Оллаберри | - Самборо - Силуик - Скалловей - Стейнидейл - Сэнд - Сэнднесс - Сэндуик - Тоаб - Тофт - Туатт - Уайтнесс - Уолс - Уэст-Берраферт - Уэстерфилд - Ферт - Фристер - Хиллсуик - Эйт - Эйтсеттер - Экснабо | Уолси: - Бро - Исбистер - Марристер - Симбистер - Ско - Хакстер - Чаллистер Уэст-Берра: - Бридж-Энд - Пэйпил - Хамнаво |

## Экономика
Основой экономики островов является добыча нефти на шельфе Северного моря и рыболовство.

### Нефтегазовый комплекс
По системе трубопроводов и танкерами нефть и природный газ из месторождений Северного моря (Брент и другие) и Северной Атлантики поступает в нефтяной терминал «Саллом-Во». Нефть загружается в танкеры в порту терминала для дальнейшей транспортировки.

### Энергетика
В центре острова Мейнленд идёт строительство ветряной электростанции «Viking Wind Farm», 103 турбины. Электростанцию планируется построить к 2018 году.

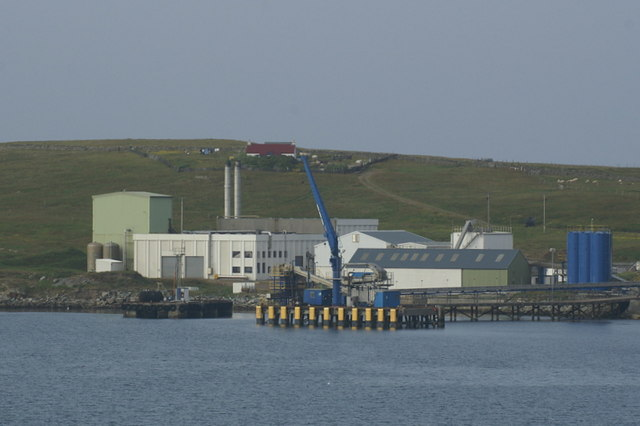
Фабрика по производству рыбной муки

### Рыболовная промышленность
В гаванях Шетландских островов обслуживаются суда рыболовного флота.
На острове Брессей работает фабрика по производству рыбной муки и является основным работодателем на острове.
Кадры для рыболовной промышленности готовят в колледже «North Atlantic Fisheries College Marine Centre», расположенном в Скалловее.

### Пищевая промышленность
На острове Анст работает пивоварня «Valhalla Brewery»

### Традиционный промысел
Шетландский остров Фэр-Айл знаменит своими вязаными джемперами, составлявшими в прошлом основной доход для женского населения. По имени острова получила название техника вязания Фэр-Айл.

## Транспорт и связь

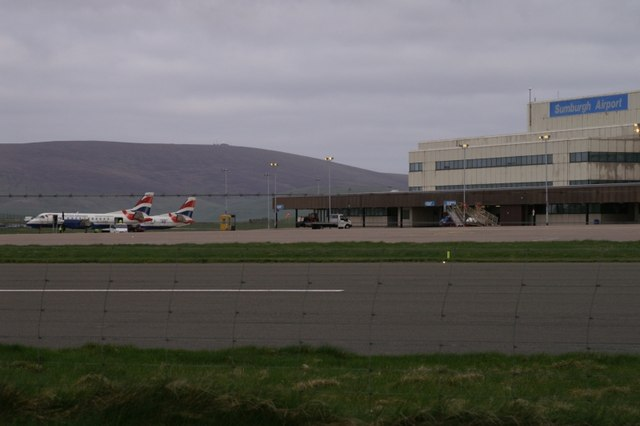
Аэропорт Самборо

### Аэропорты
Аэропорты — Самборо, Скатста и Тингуолл.
Из аэропортов архипелага совершаются рейсы вертолётов на нефтяные платформы в Северном море. Одним из таких вертолётов был «Boeing CH-47 Chinook» компании «British International Helicopters», который, возвращаясь с платформы месторождения Брент 6 ноября 1986 года, после взрыва рухнул в море в четырёх километрах к востоку от аэропорта Самборо. 43 человека погибло, двое были спасены вертолётом береговой охраны.

### Паромы
Паромы компании «NorthLink Ferries» связывают Леруик с Абердином в основной части Шотландии и Керкуоллом на Оркнейских островах.
Внутри архипелага острова связаны между собой паромами компаний «Shetland Islands Council Ferries» и «BK Marine»:
- Гатчер, остров Йелл — Белмонт, остров Анст — Хамарс-Несс, остров Фетлар.
- Тофт — Улста, остров Йелл.
- Видлин — группа островов Аут-Скеррис.
- Видлин — Симбистер, остров Уолси.
- Лаксо — Симбистер, остров Уолси.
- Уэст-Берраферт — остров Папа-Стур.
- Уолс — остров Фула.
- Леруик — группа островов Аут-Скеррис.
- Леруик — остров Брессей.
- Леруик — остров Фэр-Айл.
- Грутнесс — остров Фэр-Айл.

### Автодороги
Автодорога «A970» пересекает остров Мейнленд в направлении с севера на юг от деревни Норт-Ро до аэропорта Самборо. От деревни Хиллсайд в северной части острова Мейнленд в деревню Тофт и через две паромные переправы на острова Йелл и Анст ведёт дорога «A968».

### Связь
Шетландские острова составляют почтовый район, которому соответствует почтовый индекс «ZE».
Через Сэндуик в южной части острова Мейнленд проходит кабель связи «SHEFA-2», связывающий Фарерские острова и материковую часть Шотландии.

### Маяки
На островах архипелага построены маяки, входящие в систему маяков Northern Lighthouse Board.

### Средства массовой информации
Работают радиостанции «Shetland Islands Broadcasting Company» и «BBC Radio Shetland», местное отделение «BBC Scotland». В наиболее возвышенном месте острова Брессей на горе Брессей-Уорд построены семидесятиметровые стальные вышки станции «Bressay transmitting station», предназначенные для передачи телевизионного и радио сигналов и видимые с большей части Шетландских островов. Радиостанция «Shetland Islands Broadcasting Company» имеет на острове свой основной передатчик
Компания «The Shetland Times Ltd», образованная в 1872 году, выпускает еженедельник «The Shetland Times» и другую печатную продукцию. В штате компании 55 сотрудников.

## Политика и власть
При выборах в Европейский парламент Шетландские острова входят в избирательный округ, совпадающий с границами Шотландии. В выборах, прошедших в 2009 году, Шотландия направила в парламент 6 представителей: двух от Шотландской национальной партии, двух лейбористов, одного либерального демократа и одного консерватора.
Оркнейские и Шетландские острова объединены в один избирательный округ «Оркни-энд-Шетланд» при выборах в Палату общин Великобритании. В третий раз подряд, начиная с выборов 2001 года, жители островов избирают кандидата от либерально-демократической партии Алистера Кармайкла.
Жители Шетландских островов участвуют в выборах в Парламент Шотландии. В 2011 году в одномандатном округе «Шетланд» в четвёртый раз подряд c 1999 года был избран кандидат от Либерально-демократической партии Шотландии Тэвиш Скотт. В многомандатном округе «Хайленд и Острова», куда входят Шетландские острова, победу одержали три кандидата от Шотландской национальной партии, двое от Лейбористской партии Шотландии и двое от Консервативной-Юнионистской партии.
Совет Шетландских островов состоит из 22 депутатов, избранных в 7 многомандатных избирательных округах:
- «Леруик, Север» — 3 депутата
- «Леруик, Юг» — 4 депутата
- «Северные острова» — 3 депутата
- «Шетландские острова, Запад» — 3 депутата
- «Шетландские острова, Север» — 3 депутата
- «Шетландские острова, Центр» — 3 депутата
- «Шетландские острова, Юг» — 3 депутата

18 приходских советов осуществляют власть на местах:
| - Совет Анста - Совет Барра и Трондра - Совет Брессея - Совет Галбервика, Куарфа и Каннингсбурга - Совет Данросснесса - Совет Делтина - Совет Йелла - Совет Леруика - Совет Нестина и Ланнастина | - Совет Нордмевина - Совет Сенднесса и Уолса - Совет Сендстина и Эйтстина - Совет Сендуика - Совет Скалловея - Совет Скерриса - Совет Тингуолла, Уайтнесса и Уейсдейла - Совет Уолси - Совет Фетлара |

Британский монарх назначает на острова своего личного представителя — Лорд-лейтенанта Шетландских островов, исполняющего в основном церемониальные функции и не играющего большой роли в местном самоуправлении, с 1994 года в этой роли выступает Джон Гамильтон Скотт.

### Международные отношения
В Леруике открыты консульства Германии, Норвегии, Финляндии и Швеции.

### Символика

Флаг Шетландских островов

Флаг Шетландских островов представляет собой белый скандинавский крест на голубом фоне. Флаг был разработан в 1969 году.

### Спасательные службы
Пожарно-спасательные станции Шетландских островов относятся к отделению «Норт» пожарно-спасательной службы Шотландии.
Поисково-спасательный вертолёт «Sikorsky S61N» компании «Bristow Helicopters» базируется в аэропорту Самборо и используется береговой охраной в её операциях. Поисково-спасательные вертолёты компании «Bond Aviation Group» используют аэропорт в качестве базы для операций в Северном море.

### Здравоохранение
Охрана здоровья возложена на службу «National Health Service Shetland», в ведении которой находится госпиталь «Gilbert Bain Hospital».

## Образование
В Леруике работает колледж «Shetland College», в Скалловее — морской колледж «North Atlantic Fisheries College Marine Centre», оба входят в систему колледжей университета «University of the Highlands and Islands».

## Культура
Ежегодно на островах проходит фестиваль «Up Helly Aa». В традиции фестиваля факельное шествие и сжигание ладьи.

### Музеи
В Леруике работает «Музей Шетландских островов», экспозиция которого посвящена местной истории, географии, культуре, экономике и прочему. В деревне Барраво на острове Йелл работает музей местной истории Олд-Хаа.

### Музыка
В музыке Шетландских островов существует своя традиция игры на народной скрипке. Исполнители участвуют в фестивалях и конкурсах.

### Острова в кино
В 1937 году английский режиссёр Майкл Пауэлл снял фильм «Край света» — основанную на реальных событиях драму о последних тридцати шести поселенцах островов Сент-Килда, расположенных в Атлантическом океане на западе Внешних Гебридских островов. Жители острова — носители гэльского языка. Пауэллу не удалось получить разрешение на съёмки на Сент-Килде, поэтому ему пришлось снимать фильм на Фуле, острове Шетлендского архипелага. Также на островах проходили съёмки других фильмов:
- (1934) The Rugged Island: A Shetland Lyric,
- (1978) Return To The Edge Of The World — документальная история о съёмках фильма «Край света»,
- (2003) Devil’s Gate,
- (2013) Шетланд — детективный телесериал по мотивам книг Энн Кливс.

### Острова в литературе
- Вальтер Скотт роман «Пират»
- Шэрон Болтон[англ.] роман «Жертвоприношение» (англ. Sacrifice)
- Энн Кливз серия детективных романов «Шетландские острова», в том числе роман «Вороново крыло[англ.]».

## Спорт
Шетландские острова являются одними из основателей Островных Игр в 1985 году. Островные игры 2005 проходили на Шетландских островах. Сборная Шетландских островов по футболу стала победителем соответствующего соревнования в 2005 году.

## Религия
Шетландские острова входят в епархию «Абердин-энд-Оркни» Шотландской епископальной церкви и в Епархию Абердина Римско-Католической Церкви.

## Достопримечательности
- Комплекс доисторических памятников «Mousa, Old Scatness and Jarlshof: the Zenith of Iron Age Shetland» включает в себя Ярлсхоф, Брох-оф-Моуса и Олд-Скатнесс, является кандидатом на включение в список всемирного наследия ЮНЕСКО[50].

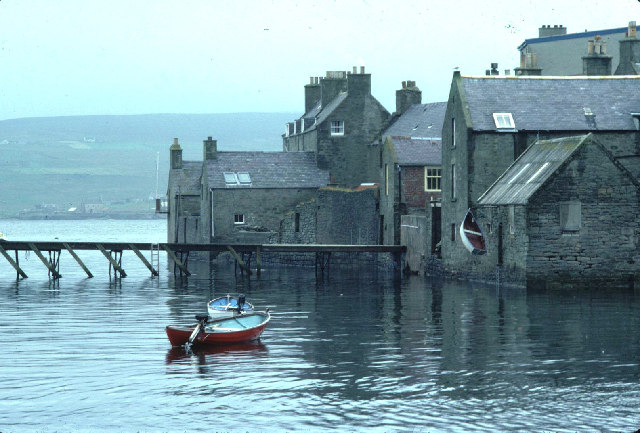
Лодберри

- Замок Мунесс на острове Анст построен в конце XVI века Лоренсом Брюсом, единоутробным братом Роберта Стюарта, 1-го графа Оркнейского. В 1971 году замок и окружающая его каменная изгородь были включены в список архитектурных памятников категории «A»[51]
- Замок Скалловей построен в 1600 году Патриком Стюартом, 2-м графом Оркнейским в деревне Скалловей. В 1971 году включён в список архитектурных памятников категории «A»[52].
- Форт Шарлотт в Леруике построен в 1665—1667 годах Робертом Милном во время Второй англо-голландской войны. В 1971 году включён в список архитектурных памятников категории «A»[53].
- Усадьба «Норт-Хаа» на острове Йелл XVII века постройки. В 1971 году усадьба и окружающие её постройки включены в список архитектурных памятников категории «A»[54].
- Гарди-Хаус — загородная усадьба на острове Брессей, построена в 1724 году. В 1971 году включена в список памятников архитектуры категории «A»[55].
- Олд-Хаа-оф-Скалловей — усадьба в Скалловее 1750 года постройки. В 1974 году включена в список архитектурных памятников категории «A»[56].
- Хаа-оф-Сэнд — усадьба в деревне Сэнд 1754 года постройки. В 1971 году включена в список архитектурных памятников категории «A»[57].
- Усадьба «Белмонт Хаус» построена в 1775—1777 годах в юго-западной части острова Анст. До середины XX века служила резиденцией семье Муат. В 1971 году включена в список архитектурных памятников категории «A»[58], в 2003 году в список памятников садово-паркового искусства[59]. В настоящее время используется в коммерческих целях[60].
- Лодберри — группа жилых и коммерческих помещений на берегу бухты в Леруике, построена в конце XVIII века. В 1971 году включена в список архитектурных памятников категории «A»[61].

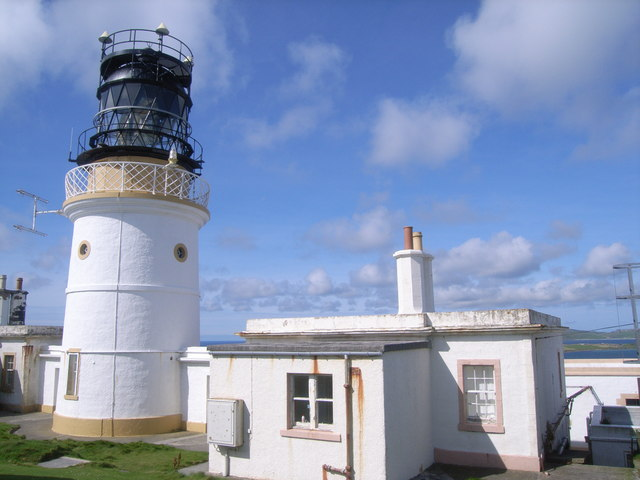
Маяк на мысе Самборо-Хед

- Маяк на мысе Самборо-Хед в южной части острова построен в 1821 году инженером Робертом Стивенсоном. В 1977 году маяк и окружающие его постройки включены в список архитектурных памятников категории «A»[62].
- Бро-Лодж — усадьба в виде замка в западной части острова Фетлар. Построена в 1825 году Артуром Николсоном (1794—1863). В 2007 году включена в список архитектурных памятников категории «A»[63]. С 2003 года в списке памятников садово-паркового искусства[64].
- Маяк на прилегающем к Ансту острове Макл-Флагга построен в 1858 году Дэвидом и Томасом Стивенсонами. В 1971 году маяк и окружающие его постройки были включены в список архитектурных памятников категории «A»[65]
- Куиндейл-Милл — водяная мельница в деревне Куиндейл 1867 года постройки. В 1977 году включена в список архитектурных памятников категории «A»[66].

## Другое
- Архипелаг в Антарктике, открытый в начале XIX века, имеет название Южные Шетландские острова.